# عطش

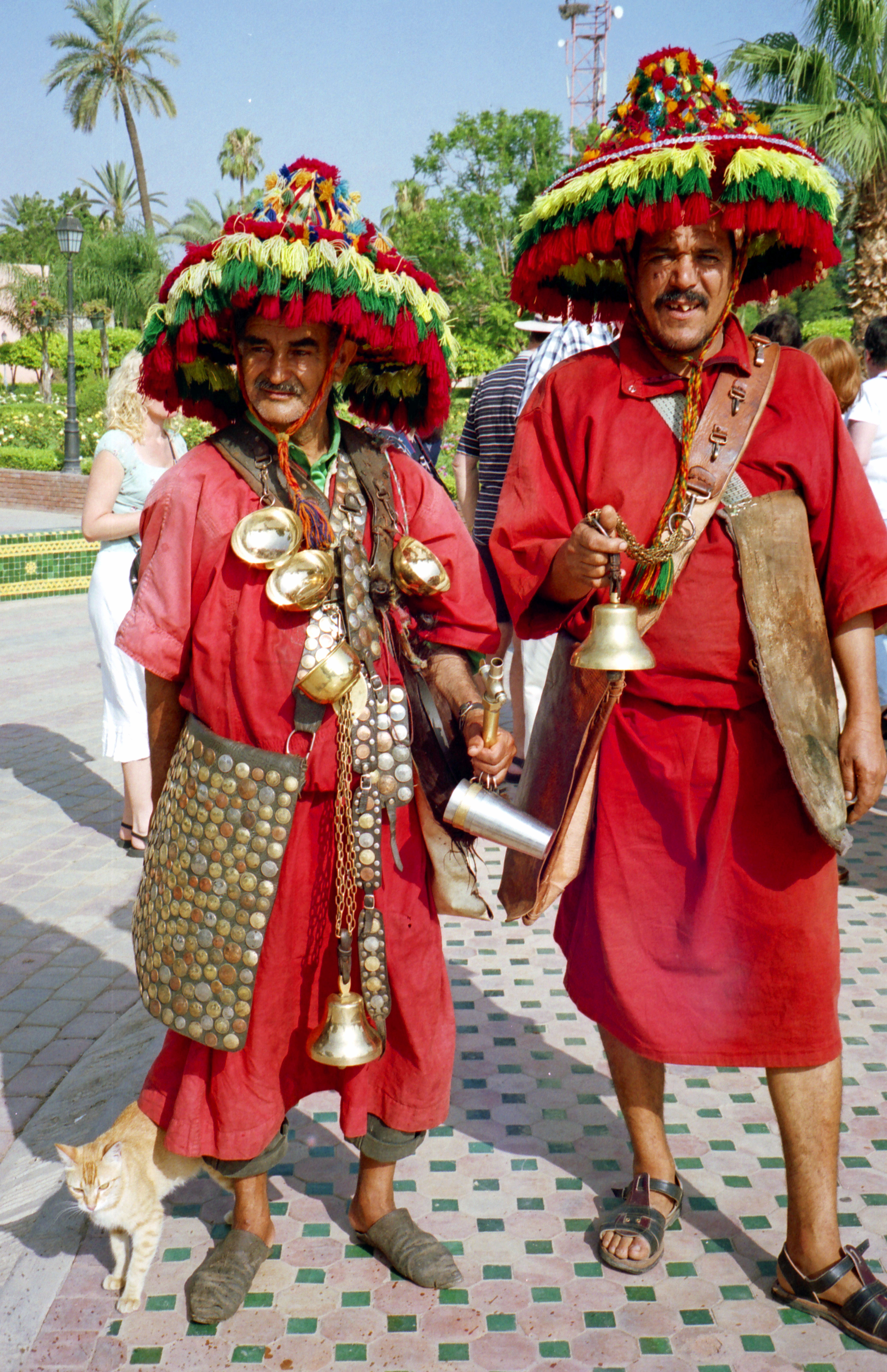
سقاء مغربي

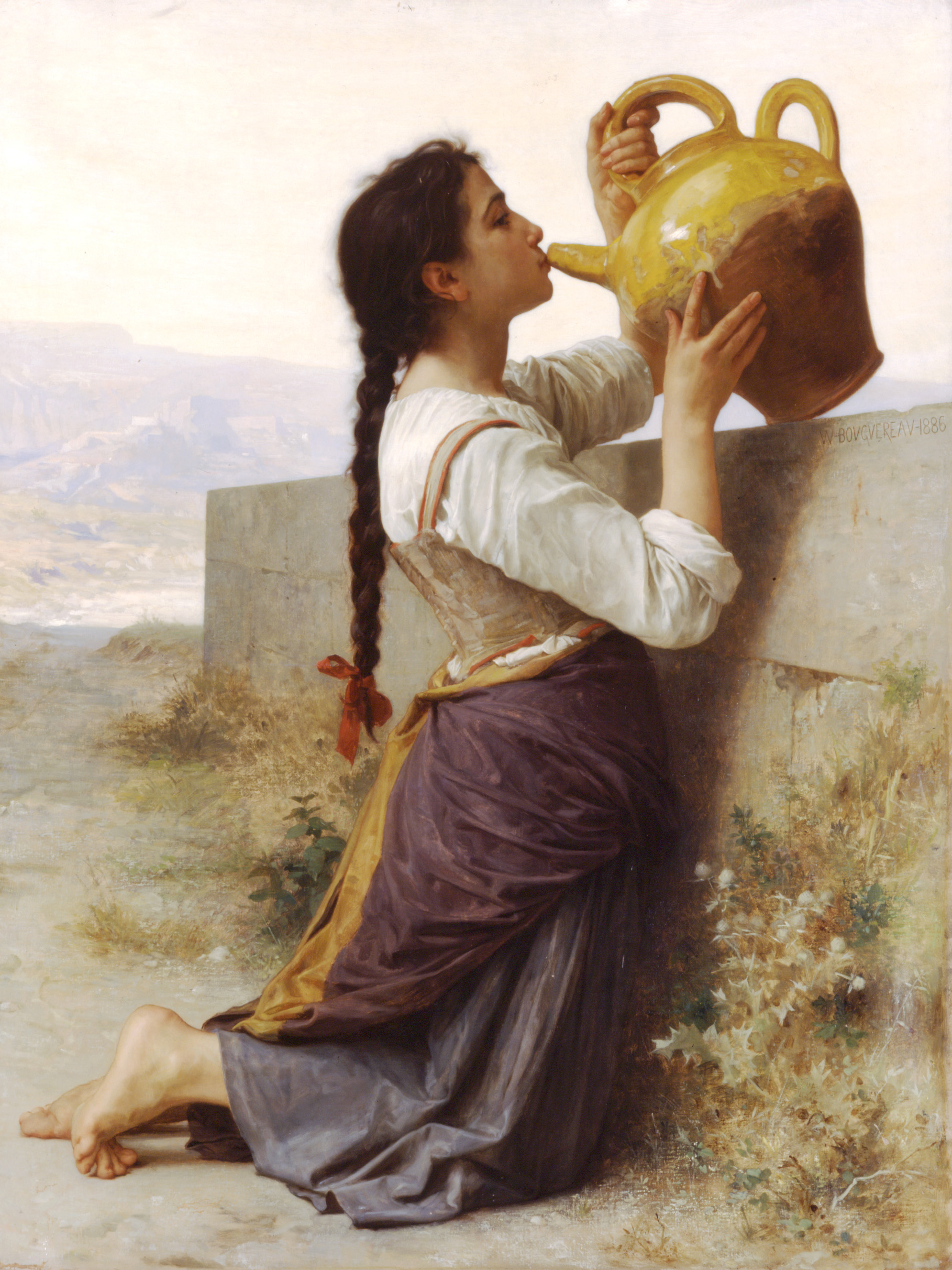
فتاة عطشى تشرب الماء

العطش هو الرغبة الشديدة في شرب السوائل، الذي ينتج عنه غريزة الحيوانات الأساسية للشرب. وهو آلية أساسية تشارك في توازن السوائل. ينشأ من نقص السوائل أو زيادة تركيز بعض الأسموليت، مثل الصوديوم. إذا انخفض حجم الماء في الجسم عن عتبة معينة أو أصبح تركيز الأسموليت مرتفعًا جدًا، تكتشف التراكيب في الدماغ التغيرات في مكونات الدم وتشير إلى العطش.
يمكن أن يسبب الجفاف المستمر أمراضًا حادة ومزمنة، ولكنه غالبًا ما يرتبط بالاضطرابات الكلوية والعصبية. قد يكون العطش المفرط، المسمى بالعطاش، إلى جانب التبول المفرط، المعروف باسم كثرة الإدرار، مؤشرًا على مرض السكري أو مرض السكري الكاذب.
هناك مستقبلات وأنظمة أخرى في الجسم تكشف عن انخفاض الحجم أو زيادة تركيز الأسموليت. تُميز بعض المصادر «العطش خارج الخلية» عن «العطش داخل الخلايا»، حيث العطش خارج الخلية هو العطش الناتج عن انخفاض الحجم والعطش داخل الخلايا هو العطش الناتج عن زيادة تركيز الأسموليت.

## الاكتشاف
من الضروري أن تكون الكائنات الحية قادرة على الحفاظ على مستويات السوائل في نطاقات ضيقة جدًا. الهدف هو الحفاظ على السائل الخلالي، والسائل خارج الخلية بنفس تركيز السائل داخل الخلية. تسمى هذه الحالة متساوية التوتر وتحدث عند وجود نفس مستويات المواد المذابة على جانبي غشاء الخلية بحيث تكون حركة الماء الصافية صفرًا. إذا كان السائل الخلالي يحتوي على تركيز أعلى من المواد المذابة (أو تركيز أقل من الماء) من السائل داخل الخلايا، فسوف يُسحب الماء من الخلية. تسمى هذه الحالة بفرط التوتر وإذا غادرت كمية كافية من الماء الخلية، فلن تكون قادرة على أداء الوظائف الكيميائية الأساسية. سيصبح الحيوان بعد ذلك عطشانًا استجابةً لحاجة الخلية للماء. بعد أن يشرب الحيوان الماء، يصبح السائل الخلالي أقل تركيزًا من المواد المذابة (تركيز أعلى من الماء) من السائل داخل الخلايا وستمتلئ الخلية بالماء بينما تحاول معادلة التركيزات. تسمى هذه الحالة نقص التوتر ويمكن أن تكون خطيرة لأنها يمكن أن تتسبب في انتفاخ الخلية وتمزقها. تكشف مجموعة واحدة من المستقبلات المسؤولة عن العطش عن تركيز السائل الخلالي. تكتشف المجموعة الأخرى من المستقبلات حجم الدم.

### نظام الرينين أنجيوتنسين
يؤدي نقص حجم الدم إلى تنشيط نظام الرينين أنجيوتنسين (آر إيه إس) ويُكتشف بواسطة خلايا الكلى. عندما تكتشف هذه الخلايا انخفاض تدفق الدم بسبب الحجم المنخفض فإنها تفرز إنزيمًا يسمى الرينين. يدخل الرينين بعد ذلك إلى الدم حيث يحفز بروتينًا يسمى مولد الأنجيوتنسين إلى أنجيوتنسين I. ثم يتحول الأنجيوتنسين I على الفور بواسطة إنزيم موجود بالفعل في الدم إلى الشكل النشط للبروتين، أنجيوتنسين II. ينتقل أنجيوتنسين II بعد ذلك في الدم حتى يصل إلى الغدة النخامية الخلفية وقشرة الغدة الكظرية، حيث يتسبب في تأثير متسلسل للهرمونات التي تجعل الكلى تحتجز الماء والصوديوم، ما يؤدي إلى ارتفاع ضغط الدم. كما أنها مسؤولة عن بدء سلوك الشرب والشهية للملح عبر العضو تحت الجلد.

### الرغبة في تناول الملح
لأن الصوديوم يُفقد أيضًا من البلازما في نقص حجم الدم، في مثل هذه الحالات تزداد حاجة الجسم للملح بشكل متناسب بالإضافة إلى العطش. يحدث هذا أيضًا نتيجة لتنشيط نظام الرينين أنجيوتنسين.

### كبار السن
عند البالغين الذين تزيد أعمارهم عن 50 عامًا، يقل الإحساس بالعطش في الجسم ويستمر في التقلص مع تقدم العمر، ما يزيد من خطر الإصابة بالجفاف. أظهرت العديد من الدراسات أن الأشخاص المسنين يحصلون على كميات أقل من الماء مقارنةً بالبالغين الأصغر سنًا، وأن النساء معرضات بشكل خاص لخطر تناول كميات منخفضة للغاية. في عام 2009، أدرجت الهيئة الأوروبية لسلامة الأغذية (إيه إف إس إيه) الماء كمغذٍّ كبير المقدار في قيمها المرجعية الغذائية للمرة الأولى. أحجام المدخول الموصى بها لدى كبار السن هي نفسها للبالغين الأصغر سنًا (2.0 لتر/يوم للإناث و2.5 لتر/يوم للذكور) وبصرف النظر عن انخفاض استهلاك الطاقة، تزداد الاحتياجات المائية لهذه المجموعة بسبب انخفاض قدرة التركيز الكلوية.